# Гояс
Гояс (порт. Goiás) — штат Бразилії, розташований у Центрально-західному регіоні.
Це сьомий за площею (340 242,859 км²), та 11-й за населенням (7,056 млн мешканців) штат Бразилії. Межує із штатами Токантінс, Баїя, Мінас-Жерайс, Мату-Гросу-ду-Сул, Мату-Гросу та з Федеральним районом Бразилії.
Столиця та найбільше місто штату — Ґоянія. Скорочена назва штату — «GO».

## Адміністративно-територіальний поділ
Штат ділиться на 5 мезорегіонів Центр штату, Схід штату, Північний захід штату, Північ штату і Південь штату, які включають 18 мікрорегіонів. У штаті — 246 муніципалітетів.

## Галерея

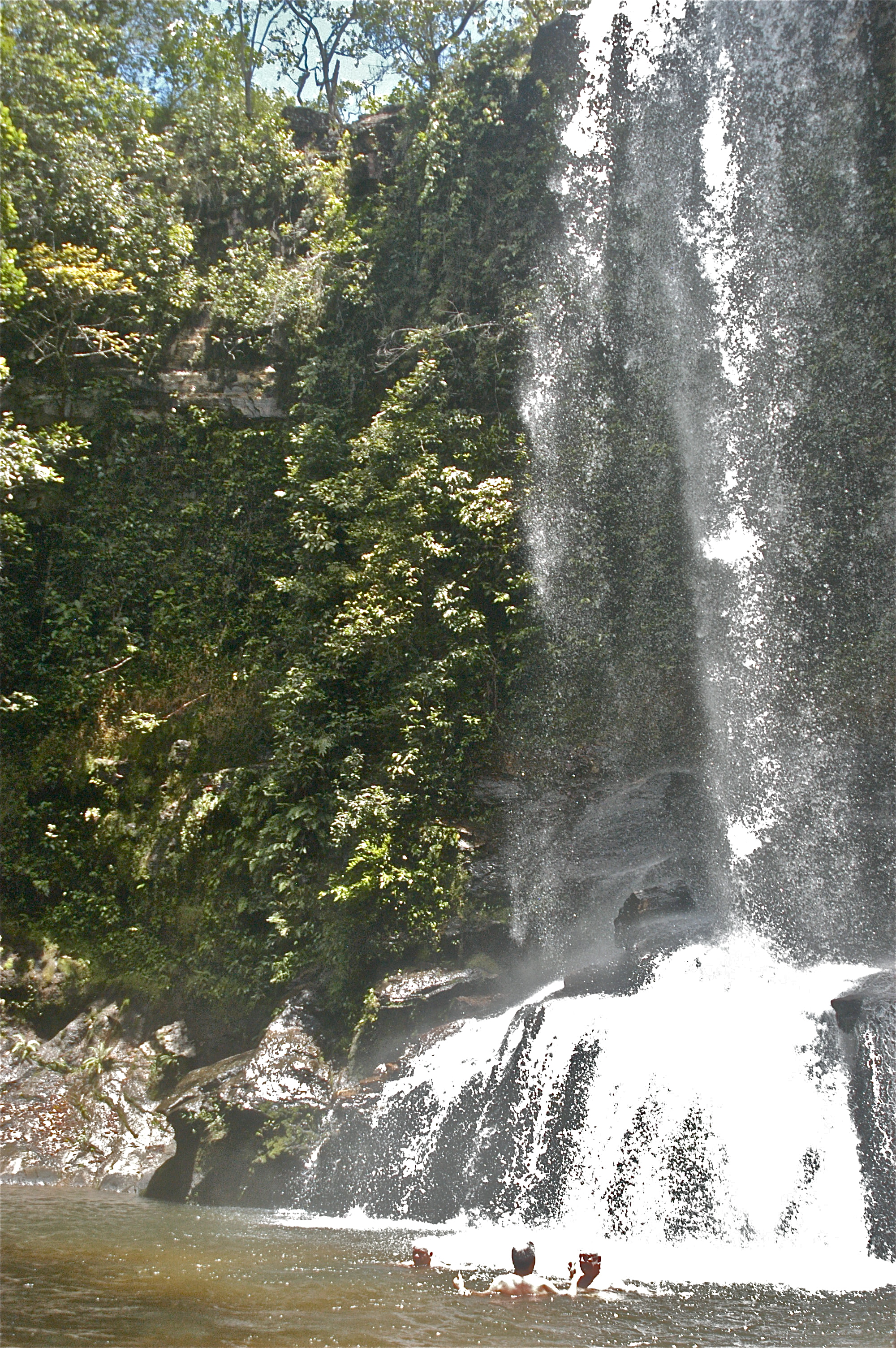
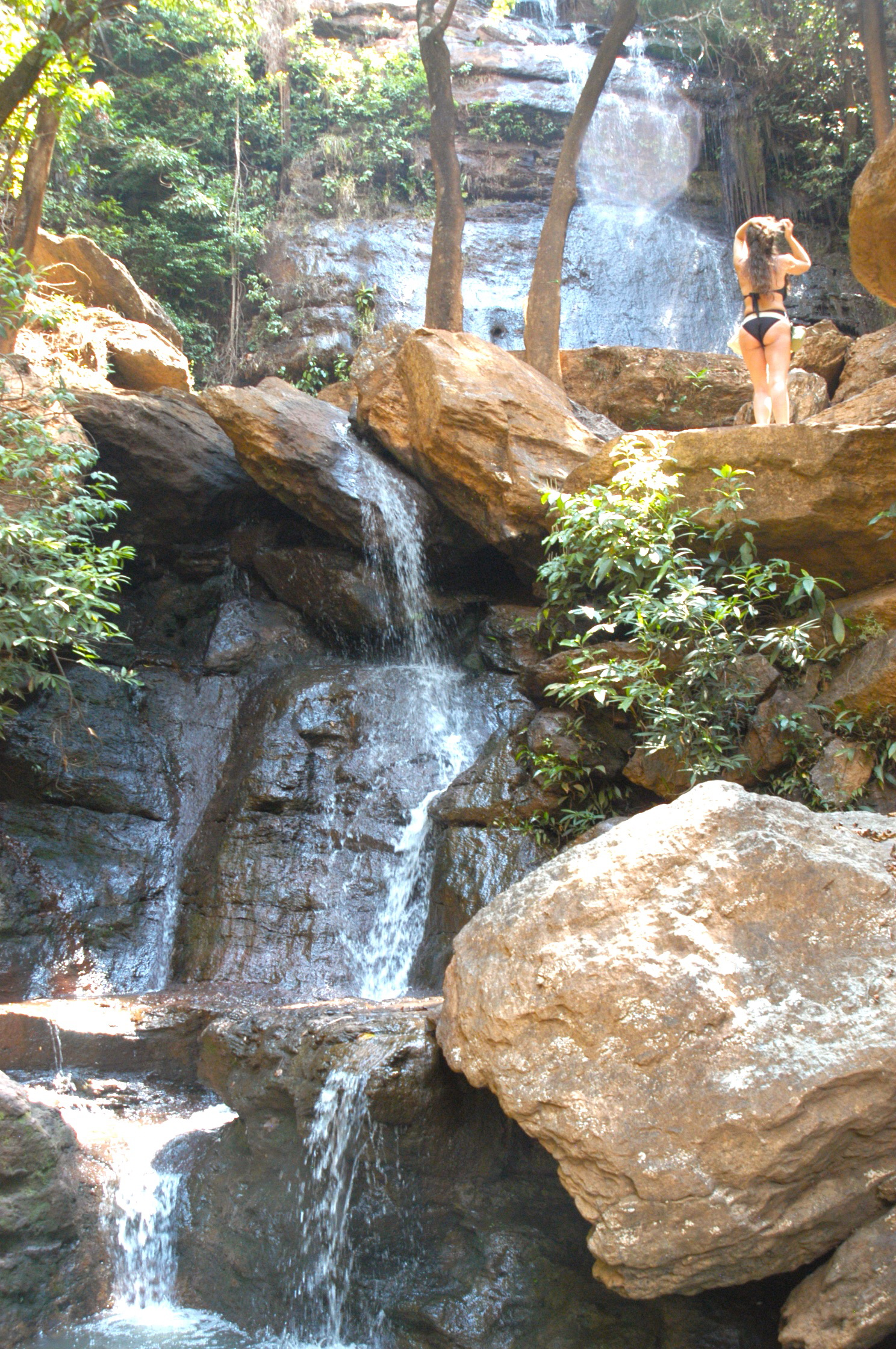
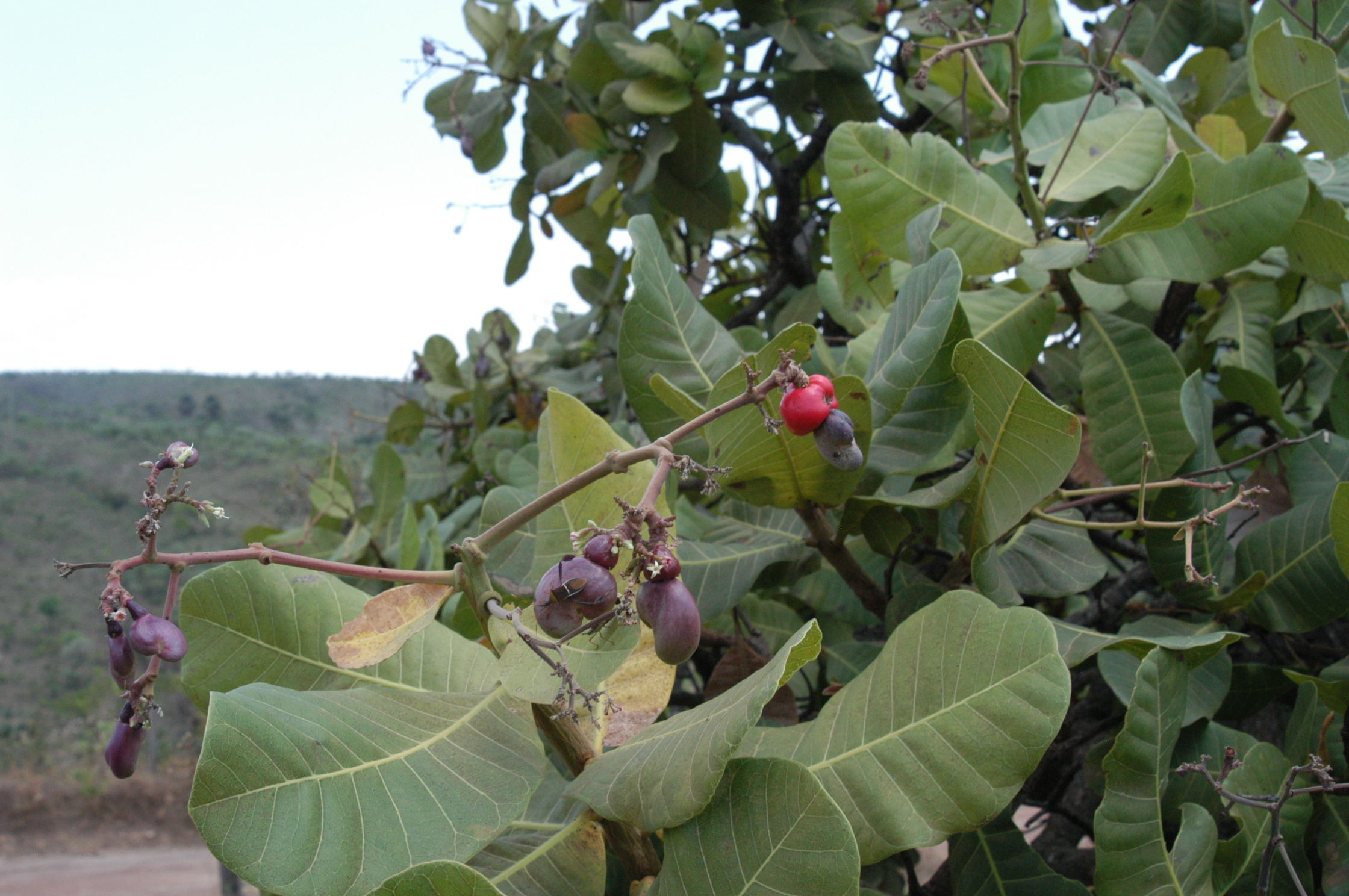
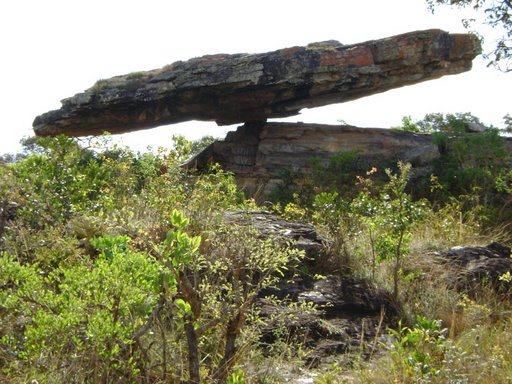
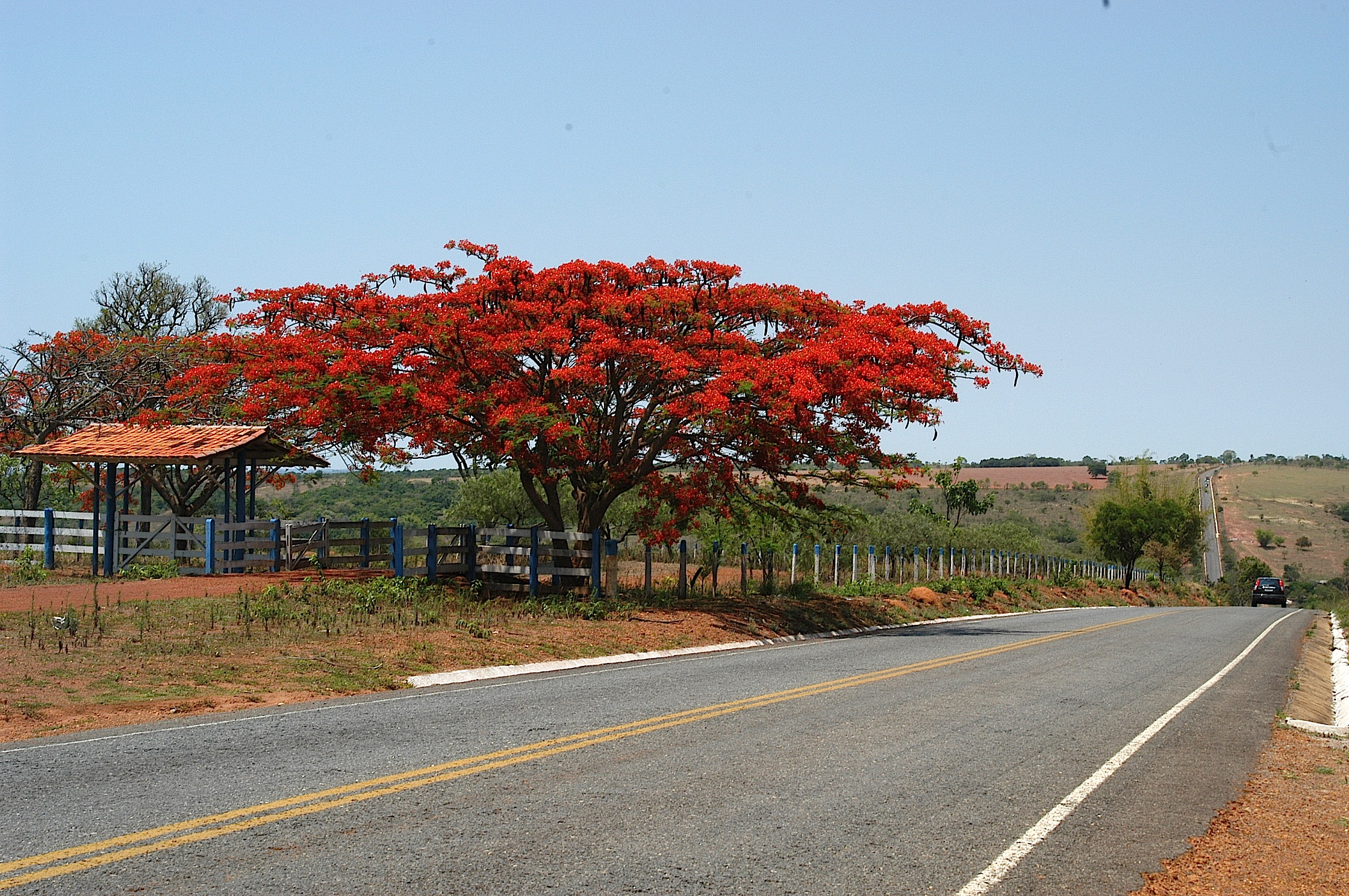
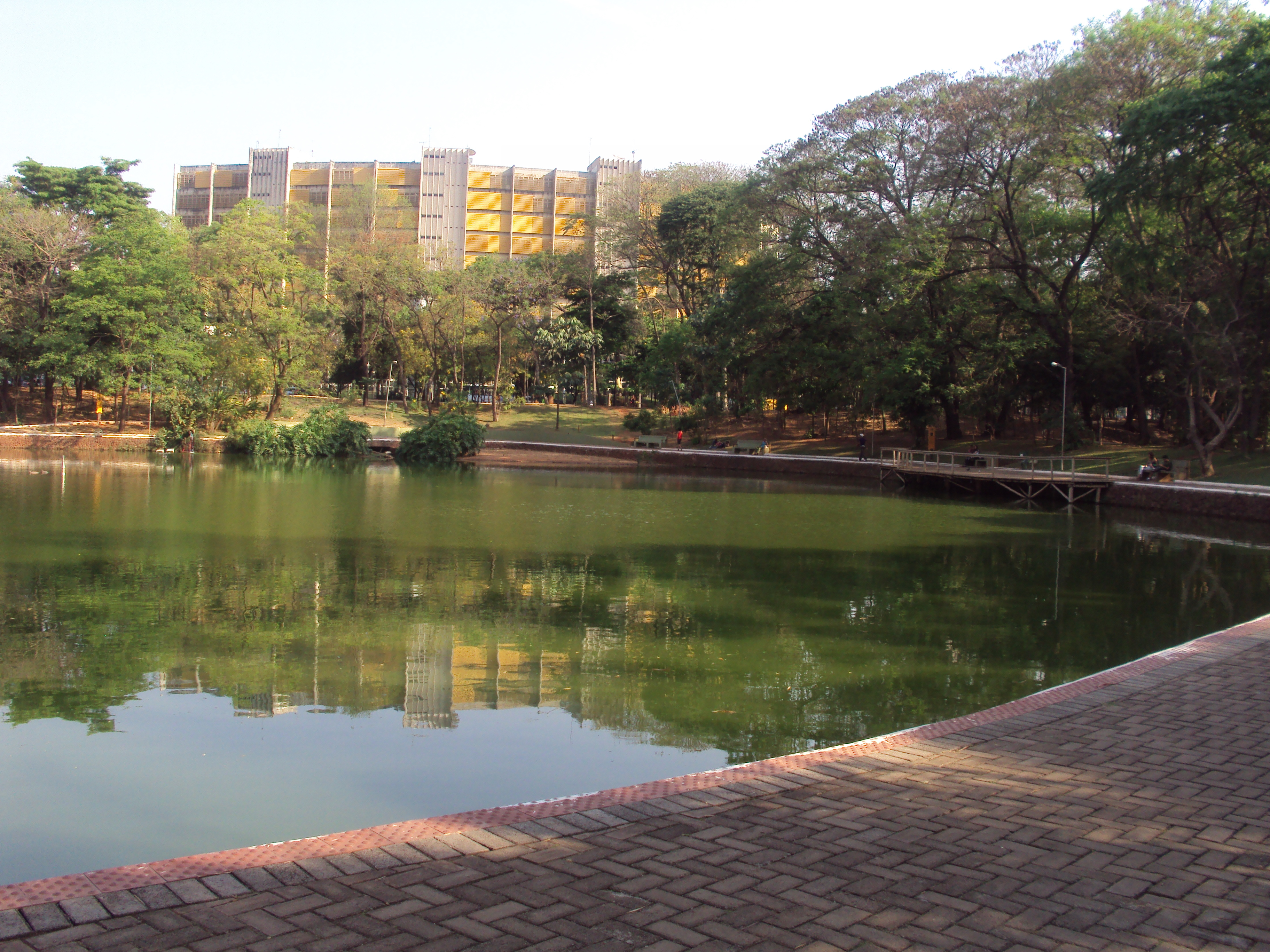
Озеро Bosque Buritis
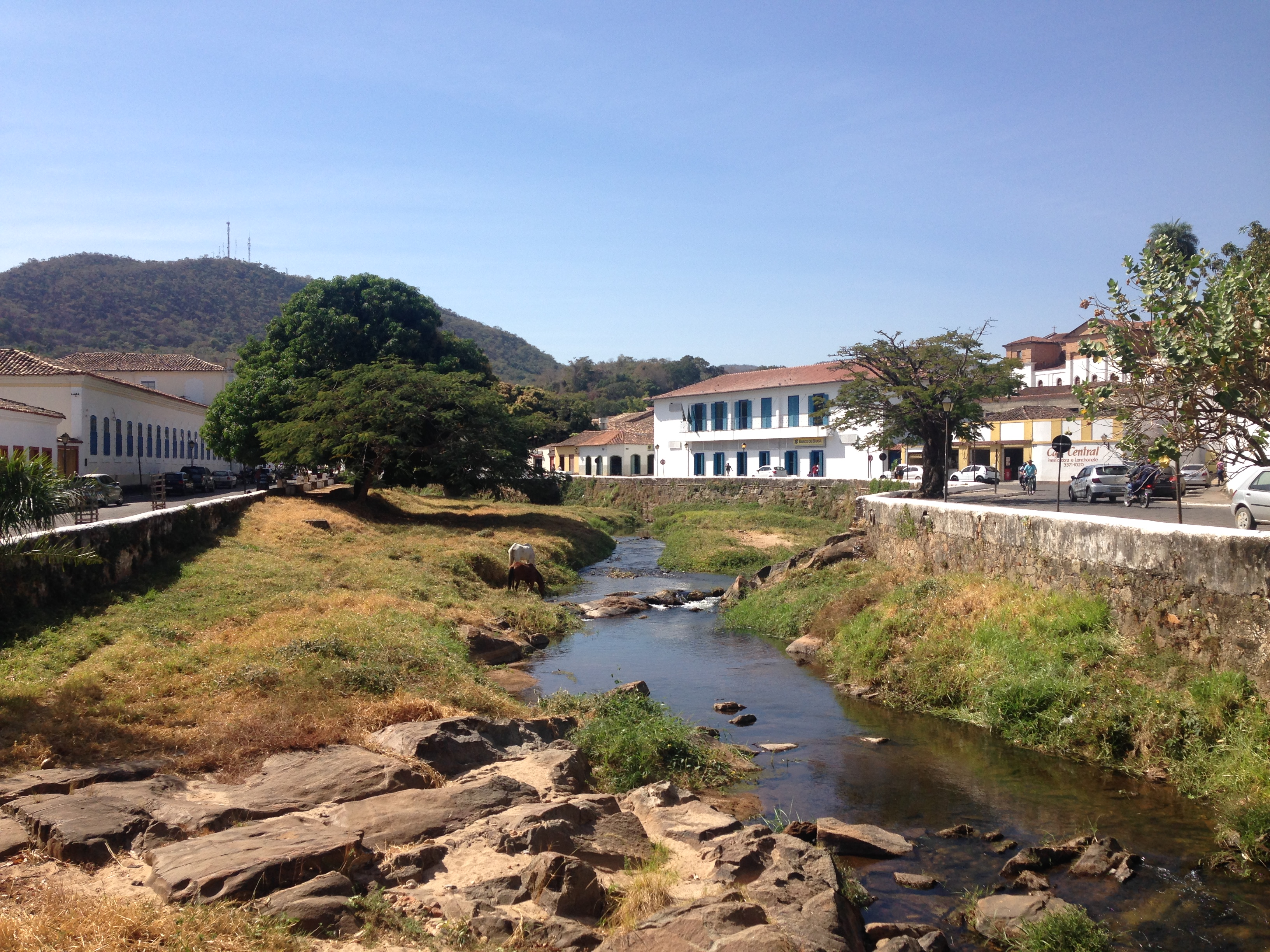
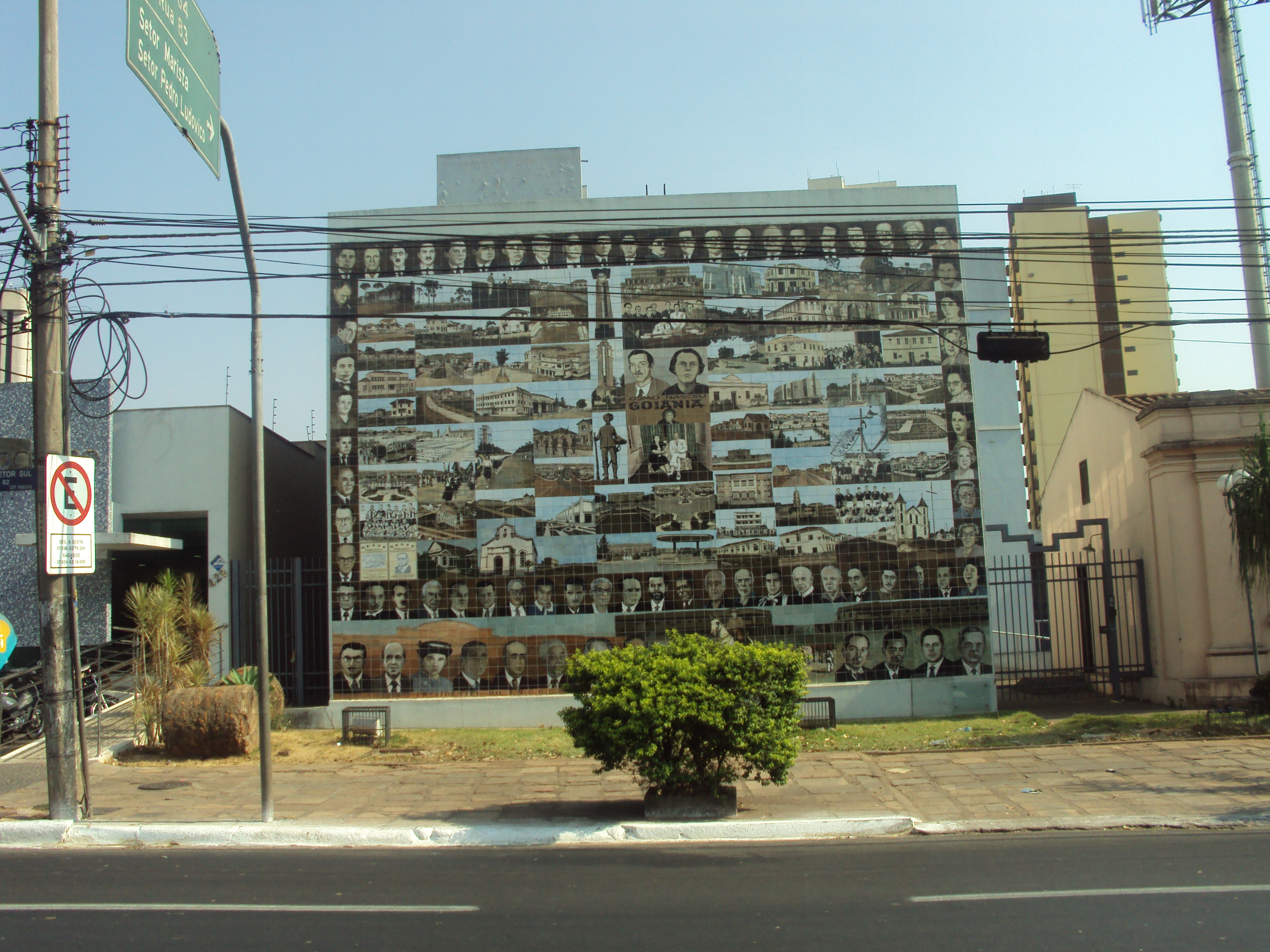
Інститут історії та географії Ґояса